# Giorno più nero per l'esercito tedesco

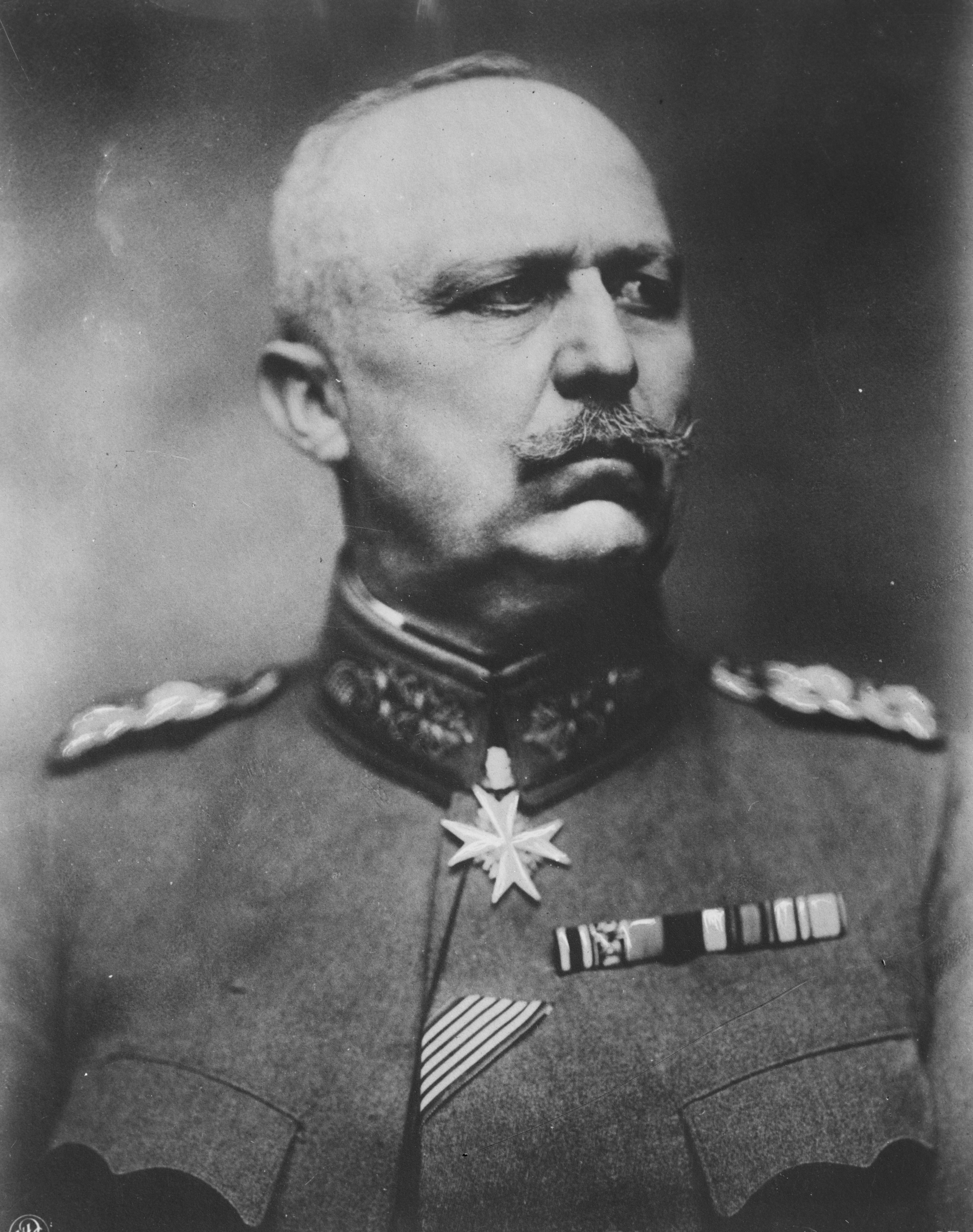
Erich Ludendorff

Il giorno più nero dell'esercito tedesco (in tedesco: Schwarzer Tag des deutschen Heeres) è l'espressione attribuita al generale Erich Ludendorff per descrivere la sconfitta subita dalle forze tedesche nella battaglia di Amiens, l'8 agosto 1918. La sconfitta, pur priva di un significato strategico determinante, ebbe un impatto fortissimo sul morale delle truppe tedesche, soprattutto per il gran numero di prigionieri.

## Storia
La dirigenza militare tedesca, preso atto del fallimento delle offensive di primavera aveva di fatto rinunciato a raggiungere la vittoria sul campo contro gli alleati, e puntava a mantenersi sulla difensiva il più a lungo possibile, tentando in questo modo di ottenere qualche vantaggio in vista delle trattative per un eventuale armistizio. Ma l'esito della battaglia di Amiens mostrò quanto era avanzato lo stato di logoramento delle truppe tedesche, e che le speranze di proseguire le ostilità sino alla primavera successiva erano poco fondate.
In quel momento l'esercito tedesco schierava sul fronte occidentale più di 2 milioni di uomini, e, sebbene sulla difensiva, non dava segni di collasso imminente. Ciò nonostante le forze tedesche erano gravemente logorate, ed il morale delle truppe stava precipitando.
Il 14 agosto, nel corso di una conferenza a Spa le autorità militari richiesero a quelle civili di cercare una soluzione negoziata per terminare i combattimenti: i capi militari della Germania, che con le loro scelte strategiche avevano radicalizzato il conflitto, incapaci di trovare una soluzione sul campo, scaricarono il problema sui civili, incaricandoli di trovare una soluzione diplomatica; contribuendo in questo modo alla nascita della Dolchstoßlegende, che, a sua volta, ebbe un ruolo importante nella successiva affermazione del nazismo.